# Kosovo ai Giochi olimpici
Il debutto olimpico del Kosovo ai Giochi olimpici fu in occasione dei Giochi dell 2016.
La rappresentativa è governata dal Comitato Olimpico del Kosovo, fondato nel 1992 e affiliato al Comitato Olimpico Internazionale nel 2014.

## Medaglie

### Giochi olimpici estivi
| Giochi              | Oro | Argento | Bronzo | Totale | Posizione |
| ------------------- | --- | ------- | ------ | ------ | --------- |
| Rio de Janeiro 2016 | 1   | 0       | 0      | 1      | 54        |
| Tokyo 2020          | 2   | 0       | 0      | 2      | 42        |
| Parigi 2024         | 0   | 1       | 1      | 2      | 73        |
| Totale              | 3   | 1       | 1      | 5      | 88        |

### Giochi olimpici invernali
| Giochi           | Oro | Argento | Bronzo | Totale | Posizione |
| ---------------- | --- | ------- | ------ | ------ | --------- |
| Pyeongchang 2018 | 0   | 0       | 0      | 0      | -         |
| Pechino 2022     | 0   | 0       | 0      | 0      | -         |

## Medagliere per sport
| Sport  | Oro | Argento | Bronzo | Totale |
| ------ | --- | ------- | ------ | ------ |
| Judo   | 3   | 1       | 1      | 5      |
| Totale | 3   | 1       | 1      | 5      |

## Alfieri

### Giochi olimpici estivi
- Rio de Janeiro 2016: Majlinda Kelmendi

### Giochi olimpici invernali
- Pyeongchang 2018: Albin Tahiri